# Crocidura susiana
Crocidura susiana är en däggdjursart som beskrevs av Redding och Lay 1978. Crocidura susiana ingår i släktet Crocidura och familjen näbbmöss. IUCN kategoriserar arten globalt som otillräckligt studerad. Inga underarter finns listade i Catalogue of Life.
Denna näbbmus är känd från provinsen Khuzistan i västra Iran. Den har kanske en större utbredning. Levnadssättet är okänt.